# Subaru Viziv 2
Subaru Viziv 2 – samochód koncepcyjny typu crossover zaprezentowany po raz pierwszy podczas targów motoryzacyjnych w Genewie w 2013 roku. Pojazd poprzedzony został konceptem Viziv.

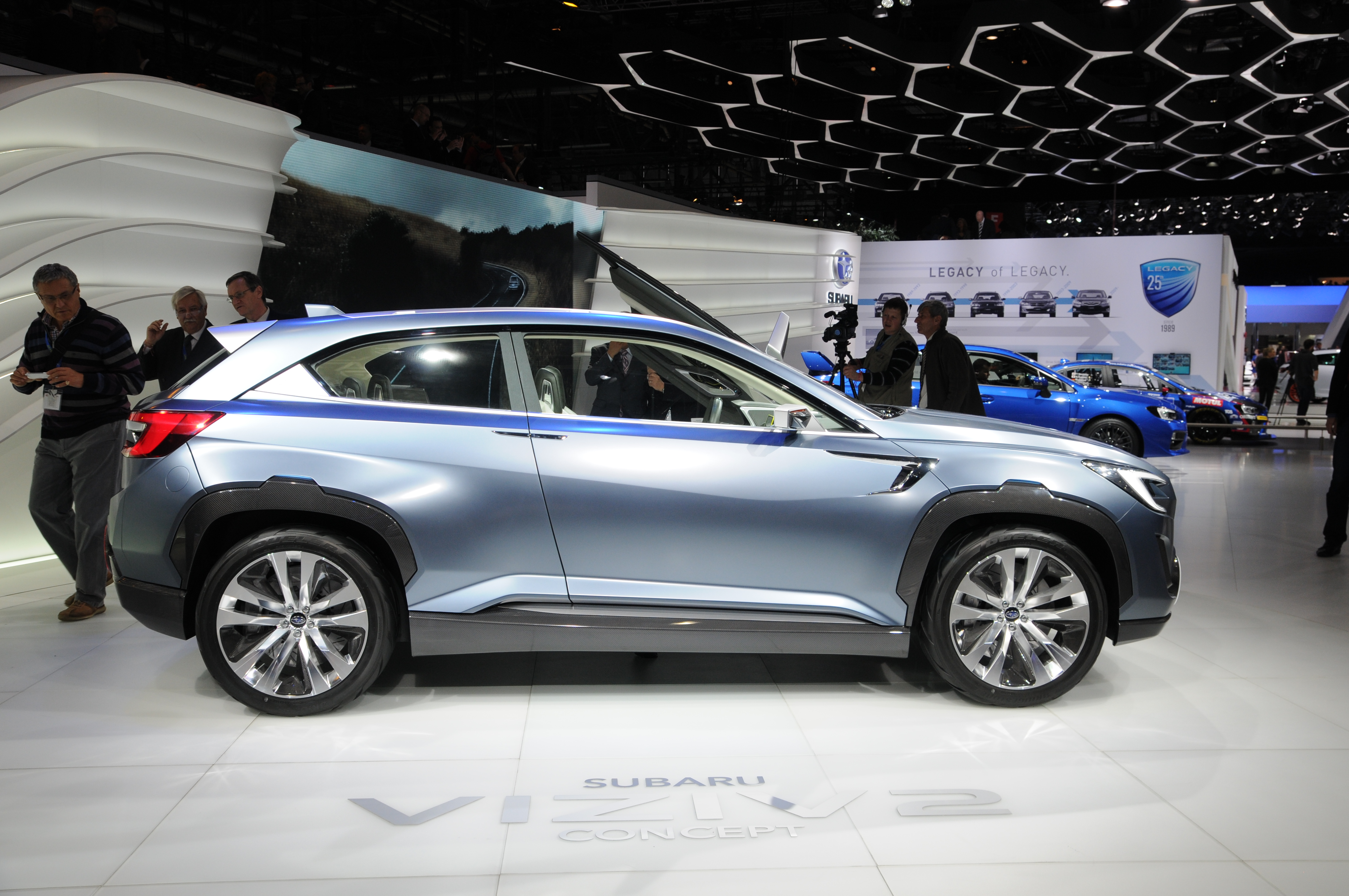
Bok Viziv 2

Auto wygląda na trzydrzwiowego hatchbacka jednak w rzeczywistości jest to pięciodrzwiowy crossover z przednimi drzwiami unoszonymi do góry, a tylne przesuwają się ku tyłowi na specjalnie przygotowanych ramionach. Pojazd otrzymał całkowicie szklany, panoramiczny dach.

## Silnik
Pojazd napędzany jest silnikiem benzynowym o przeciwległych cylindrach (Boxer) o pojemności 1.6 litra wyposażonym w turbodoładowanie i bezpośredni wtrysk paliwa. Jednostka ta współpracuje z trzema elektrycznymi silnikami trakcyjnymi (dwa zamontowano przy tylnych kołach, trzeci zapewnia dodatkowy napęd przedniej osi). W układzie przeniesienia napędu zastosowano bezstopniową przekładnię CVT. 